# Odéon (Nimes)
L'Odéon de Nimes és un teatre ubicat en el número 7 del carrer de Pierre Semard de Nimes. És el 1993 que aquesta sala de cinema dels anys 50 s'incorpora als grups de teatres de la ciutat. És un espai reduït, modulable per fer-hi cabaret musical o petits espectacles teatrals o coreogràfics. La seva capacitat en seients no supera els 250 espectadors.